# Hybolasius parvus
Hybolasius parvus är en skalbaggsart som beskrevs av Thomas Broun 1880. Hybolasius parvus ingår i släktet Hybolasius och familjen långhorningar. Inga underarter finns listade i Catalogue of Life.